# West Stockwith
West Stockwith – wieś w Anglii, w hrabstwie Nottinghamshire, w dystrykcie Bassetlaw. Leży 59 km na północ od miasta Nottingham i 221 km na północ od Londynu.